# Colin Wilson (fumettista)
Colin Wilson (Auckland, 31 ottobre 1949) è un illustratore e fumettista neozelandese.

## Biografia
Inizia a lavorare come illustratore pubblicitario e nel 1981 si trasferisce in Inghilterra, iniziando a disegnare diverse storie del Giudice Dredd, pubblicate sulle pagine della rivista 2000 A.D.. 
In occasione della pubblicazione di un suo lavoro per il mercato francese, entra in contatto con Jean-Michel Charlier e Jean Giraud ed inizia a disegnare storie per Blueberry.
Il suo primo episodio è La giovinezza di Blueberry ed il lavoro sul celebre cow-boy rappresenta la consacrazione di WIlson a livello internazionale. La sua presenza sul mercato francese è costante e, oltre a Blueberry, è garantita da disegni per serie come Thunderhawks e Los Angeles. Nel 2000 disegna il Tex Gigante n. 14, scritto da Claudio Nizzi ed intitolato L'ultimo ribelle.
Attualmente Wilson vive in Australia e prosegue la sua collaborazione con 2000 A.D. disegnando Rain Dogs.